# 異鸚鵡螺屬
異鸚鵡螺屬（學名：[Allonautilus] 错误：{{Lang}}：文本有斜体标记（帮助）），是軟體動物門頭足綱鸚鵡螺科下的一屬。

## 種
- 異鸚鵡螺（Allonautilus scrobiculatus）
- 穿孔異鸚鵡螺（Allonautilus perforatus）

## 外部連結
- Allonautilus. （页面存档备份，存于） CephBase.